# Balotești
Baloteşti é uma comuna romena localizada no distrito de Ilfov, na região de Muntênia. A comuna possui uma área de 51.22 km² e sua população era de 6476 habitantes segundo o censo de 2007.